# Profesionalen Futbolen Klub Ludogorec 1945 2022-2023
Questa voce raccoglie le informazioni riguardanti il Profesionalen Futbolen Klub Ludogorec 1945 nelle competizioni ufficiali della stagione 2022-2023.

## Rosa
| N. |                        | Ruolo | Calciatore       |
| -- | ---------------------- | ----- | ---------------- |
| 1  | Paesi Bassi (bandiera) | P     | Sergio Padt      |
| 2  | Spagna (bandiera)      | D     | Son              |
| 3  | Bulgaria (bandiera)    | D     | Anton Nedjalkov  |
| 4  | Brasile (bandiera)     | D     | Cicinho          |
| 5  | Bulgaria (bandiera)    | D     | Georgi Terziev   |
| 6  | Polonia (bandiera)     | C     | Jakub Piotrowski |
| 8  | Portogallo (bandiera)  | C     | Claude Gonçalves |
| 9  | Brasile (bandiera)     | A     | Igor Thiago      |
| 10 | Argentina (bandiera)   | A     | Matías Tissera   |
| 12 | Croazia (bandiera)     | P     | Simon Sluga      |
| 13 | Argentina (bandiera)   | D     | Franco Russo     |
| 14 | Israele (bandiera)     | D     | Danny Gruper     |
| 15 | Brasile (bandiera)     | D     | Pedro Henrique   |
| 16 | Norvegia (bandiera)    | D     | Aslak Fonn Witry |
| 17 | Brasile (bandiera)     | A     | Jorginho         |
| 18 | Brasile (bandiera)     | C     | Raí Nascimento   |

| N. |                     | Ruolo | Calciatore       |
| -- | ------------------- | ----- | ---------------- |
| 20 | Brasile (bandiera)  | C     | Gustavo Nonato   |
| 21 | Slovenia (bandiera) | D     | Žan Karničnik    |
| 23 | Angola (bandiera)   | C     | Show             |
| 24 | Benin (bandiera)    | D     | Olivier Verdon   |
| 25 | Francia (bandiera)  | C     | Mounir Chouiar   |
| 30 | Brasile (bandiera)  | C     | Pedro Naressi    |
| 32 | Ucraina (bandiera)  | D     | Ihor Plastun     |
| 37 | Ghana (bandiera)    | C     | Bernard Tekpetey |
| 47 | Brasile (bandiera)  | A     | Caio Vidal       |
| 55 | Germania (bandiera) | D     | Marcel Heister   |
| 64 | Bulgaria (bandiera) | C     | Dominik Yankov   |
| 73 | Brasile (bandiera)  | A     | Rick             |
| 82 | Bulgaria (bandiera) | C     | Ivan Jordanov    |
| 90 | Bulgaria (bandiera) | A     | Spas Delev       |
| 95 | Brasile (bandiera)  | C     | Cauly            |